# Modulatrix stictigula
A Modulatrix stictigula a madarak osztályának verébalakúak (Passeriformes) rendjébe és a timáliafélék (Timaliidae) családjába tartozó Modulatrix nem egyetlen faja.
Besorolásuk vitatott, a régebbi rendszerezések a óvilági poszátafélék (Sylviidae) családjába sorolták.

## Előfordulása
Malawi, Mozambik és Tanzánia nedves trópusi és szubtrópusi hegyvidékek lakója.